# Ialmen
Segons la mitologia grega, Ialmen (en grec antic Ἰάλμενος, Iálmenos), fou un heroi, fill d'Ares i d'Astíoque, filla d'Àctor.
Regnà a Orcomen amb el seu germà Ascàlaf.
Participà, amb els Minies, en la guerra de Troia al front dels beocis. Segons Homer, el seu contingent comptava amb trenta naus. Després de la caiguda de Troia, Ialmen, amb les seves naus, no tornà a la seva pàtria, i va anar-se a establir al Pont Euxí, on va fundar una colònia que en temps d'Estrabó encara s'anomenava la "dels aqueus del Pont" i consideraven Orcomen la seva metròpoli.
Ialmen i el seu germà Ascàlaf figuren entre els argonautes, i Ialmen és un dels pretendents d'Helena. Compromès en el jurament col·lectiu, va haver de participar en la guerra de Troia per alliberar-la. Va ser un dels grecs amagats al cavall de Troia.